# Rijekas naturhistoriska museum
Rijekas naturhistoriska museum (kroatiska: Prirodoslovni muzej Rijeka) är ett naturhistoriskt museum i Rijeka i Kroatien. Det spår sina rötter från år 1876 och är beläget i en byggnad öster om Guvernörspalatset. Museets verksamhet omfattar insamling, bevaring och presentation av objekt från det naturhistoriska vetenskapsområdet. I den permanenta utställningen kan besökare ta del av Primorje-Gorski kotars läns (som inkluderar Gorski kotar och delar av Kvarnerviken och Istrien) naturarv och forskningshistoria samt få information om den nuvarande statusen för naturbevaring i Rijeka-området.

## Historik
Rijekas naturhistoriska museum anses traditionellt ha grundats den 16 maj 1876 då doktor Josef Roman Lorenz presenterade ett förslag för dess etablering till det dåvarande österrikisk-ungerska Fiumes (nuvarande Rijekas) borgmästare Giovanni de Ciotta. Planen för ett naturhistoriskt museum i staden hade utarbetats efter Naturhistoriches Museum i Wien som förebild. De naturhistoriska samlingarna ingick initialt i stadsmuseets samlingar och det var först på amatörnaturforskaren Mario Rossis initiativ som Rijekas naturhistoriska museum de facto etablerades som en fristående museiverksamhet år 1945. Den 1 maj 1946 öppnade museet för allmänheten i en byggnad belägen öster om Guvernörspalatset, mellan Nikola Hosts- och Vladimir Nazors park, som under flera generationer varit i greve Negronis familjs ägo. Rijekas naturhistoriska museum är än idag inhyst i samma byggnad.